# Santa Margherita di Belice Catarratto
Il Santa Margherita di Belice Catarratto è un vino a DOC che può essere prodotto nel comune di Santa Margherita di Belice in provincia di Agrigento.

## Vitigni con cui è consentito produrlo
Catarratto bianco lucido minimo 85%
- altri vitigni a bacca bianca, idonei alla coltivazione per la provincia di Agrigento, fino ad un massimo del 15%.

## Caratteristiche organolettiche
- colore: giallo paglierino lucido;
- profumo: delicato, fragrante;
- sapore: secco, armonico, vivace;

## Produzione
Provincia, stagione, volume in ettolitri